# Jacek Stolarski
Jacek Bronisław Stolarski (ur. 26 czerwca 1954) – polski samorządowiec, z wykształcenia historyk, burmistrz Grójca w latach 1993–1998 i 2002–2018.

## Życiorys
Jest absolwentem Wydziału Historii Wyższej Szkoły Pedagogicznej w Krakowie (1977) i podyplomowych studiów administracji na Wydziale Prawa Uniwersytetu Warszawskiego (1993).
W latach 1977–1980 pracował jako nauczyciel w Liceum Ekonomicznym w Grójcu, w latach 1980–1989 w Zespole Szkół Ogrodniczych w Nowej Wsi, a następnie był tam dyrektorem od 1989 do 1993. W latach 1998–2002 pracował w Bertrand Faure w Grójcu i w spółce Faurecia Wałbrzych.
Radny rady miejskiej Grójca (1990–1994, 1998–2002, 2018–2024), przewodniczył jej w latach 1992–1994. Burmistrz w latach 1993–1998, w latach 2002, 2006, 2010 i 2014 ponownie wybrany w wyborach bezpośrednich. Kandydował z listy Komitetu Wyborczego Wyborców "Rozwój i Gospodarność". W wyborach samorządowych w 2018 roku kandydował na stanowisko burmistrza Grójca, przegrywając w drugiej turze z Dariuszem Gwiazdą.